# Simone Bertoletti
Simone Bertoletti (Mantua, 25 de agosto de 1974) es un ciclista italiano que fue profesional de 1996 a 2005. 

## Palmarés
1997
- 1 etapa del Tour de Polonia

2003
- 1 etapa del Tour de Romandía[1]

## Resultados en Grandes Vueltas
Durante su carrera deportiva consiguió los siguientes puestos en las Grandes Vueltas:
| Carrera | Carrera         | 1996 | 1997 | 1998 | 1999 | 2000 | 2001  | 2002  | 2003  | 2004 | 2005 |
| ------- | --------------- | ---- | ---- | ---- | ---- | ---- | ----- | ----- | ----- | ---- | ---- |
|         | Giro de Italia  | ―    | ―    | ―    | 83.º | 87.º | 82.º  | F. c. | 88.º  | ―    | ―    |
|         | Tour de Francia | ―    | ―    | ―    | ―    | ―    | ―     | ―     | ―     | ―    | ―    |
|         | Vuelta a España | ―    | ―    | ―    | Ab.  | 73.º | 132.º | 31.º  | 143.º | Ab.  | ―    |

―: no participa

Ab.: abandono

F. c.: fuera de control